# Rallye Waldviertel
Die Rallye Waldviertel (auch RallyeW4 genannt) ist ein Wertungslauf zur Österreichischen Rallye-Staatsmeisterschaft.

## Geschichte
Die Rallye wurde 1981 durch den MSC Purkersdorf erstmals unter dem Namen Semperit Rallye im Waldviertel des österreichischen Bundeslandes Niederösterreich ausgetragen. Ein Jahr später übernahm der ÖAMTC ZV Baden und der österreichische Rallyeclub die Organisation der Rallye, die 2001 dann zur Waldviertel Rallye umbenannt wurde.
2002 löste der MSRR Neulengbach den österreichischen Rallyeclub als Co-Organisator ab und 2004 erhielt die Veranstaltung den Namen OMV Rally Waldviertel und letztlich 2008 die Bezeichnung Rallye Waldviertel.
2016 wurde bei der Rallye Waldviertel erstmals das Finale zur FIA European Rally Trophy ausgetragen. 2018 wurde die Rallye aus finanziellen Gründen lediglich als Tages-Sprintrallye ohne Meisterschaftsstatus ausgetragen. Auf den Strecken der Rallye Waldviertel wird seit 2019 das Finale zur österreichischen Staatsmeisterschaft unter dem Veranstaltungstitel Rallye W4 als eigenständige Veranstaltung ausgetragen.

## Inhalt
Die Rallye Waldviertel wird meist an zwei Wochenendtagen im November als Finale der Österreichischen Rallye-Staatsmeisterschaft durchgeführt. Dabei müssen die Teilnehmer Rennetappe zurücklegen und Sonderprüfungen absolvieren. Es wird auf verschiedenen Untergründen gefahren, wobei Schotterstrecken überwiegen.